# Philipp Maximilian von Günderrode
Philipp Maximilian Freiherr von Günderrode gen. von Kellner (* 13. August 1745 in Gießen; † 24. Januar 1814 in Höchst an der Nidder) war ein deutscher Jurist und Reichstagsgesandter.

## Familie
Philipp Maximilian entstammte der Frankfurter Patrizierfamilie Günderrode und war der Sohn des Geheimrats und Schriftstellers Johann Maximilian von Günderrode (1713–1784) und dessen Gemahlin Susanna Maria, geborene von Kellner (1721–1757). Er wuchs mit seinen Geschwistern Friedrich Justinian (1747–1785), August Christian (1749–1782) und Hector Wilhelm von Günderrode (1755–1786, Schriftsteller) auf.
Am 23. November 1767 heiratete er seine Cousine Friederike Margarete Justine von Günderrode (1747–1783), Tochter des Carl Justinian von Günderrode und der Catharine Eleonore von Kayb. Aus der Ehe ging der Sohn Carl Maximilian (1769–1806) hervor. Nach Friederikes Tod heiratete er am 7. November 1791 Wilhelmine geb. Freiin von Stein zu Nord- und Ostheim (1767–1857). Diese Ehe brachte die Töchter Elisabeth Sophie Friederika (1792–1850), ⚭ Georg Ferdinand von Lepel, und Henriette Friederike (1793–1869), ⚭ Cousin Dietrich von Stein, sowie den Sohn Johann Eustach Dietrich Eduard (1795–1876) hervor.

## Leben
Philipp Maximilian studierte zusammen mit seinem Bruder Friedrich Justinian an der Universität Straßburg und der Universität Utrecht Rechts- und Staatswissenschaften und machte beim Reichshofrat in Wien ein Praktikum. Als Regierungsassessor in Hanau trat er in die Dienste Hessen-Kassels und avancierte zum Hanauischen Legationsrat, 1789 zum Fürstlich Hessen-Kasselischen Geheimen Rat, zum Geheimen Legationsrat in Hanau, Kammerherrn, Generalmajor und Flügeladjutanten des Landgrafen.
Im September 1794 begann seine eigentliche diplomatische Karriere. Bis zum 29. Juni 1806 vertrat er Hessen-Kassel als Geheimer Rat und Gesandter beim Reichstag in Regensburg. Auf Wunsch des Landgrafen Wilhelm I. sollte Günderrode frei von weiteren Vertretungen bleiben, doch war er auch Gesandter von Anhalt, Sachsen-Coburg-Saalfeld, Sachsen-Meiningen, Schweden und Württemberg. In den Jahren 1802/1803 wurde er Subdelegierter von Hessen-Kassel bei der Reichsdeputation und von 1803 bis 1806 Hessen-Kasselscher Gesandter am Hof des bayerischen Königs Maximilian. 1803 war er Mitglied des „Hauptausschusses“ beim Reichsdeputationshauptschluss. In Verhandlungen mit Karl Theodor von Dalberg war er – ohne großen Erfolg – bemüht, die Rechte des Hauses Limpurg zu wahren. Er blieb bis 1806 in Regensburg und war zwischenzeitlich auch in diplomatischer Mission in Wien tätig.
1796 kehrte er nach Höchst zurück. Aus seinem beträchtlichen Grundvermögen bildete er für seine Söhne zwei Fideikommisse, wobei das zweite aus dem Besitz seiner Frau zusammengestellt wurde und den Namen Kellner weitertragen sollte. Sein Vater hinterließ ihm eine umfangreiche Bibliothek, besonders Schriften mit Bezug zur hessischen Geschichte, und Philipp errichtete am Schloss Günderrode einen besonderen Anbau zur Unterbringung der ca. 20.000 Bände.

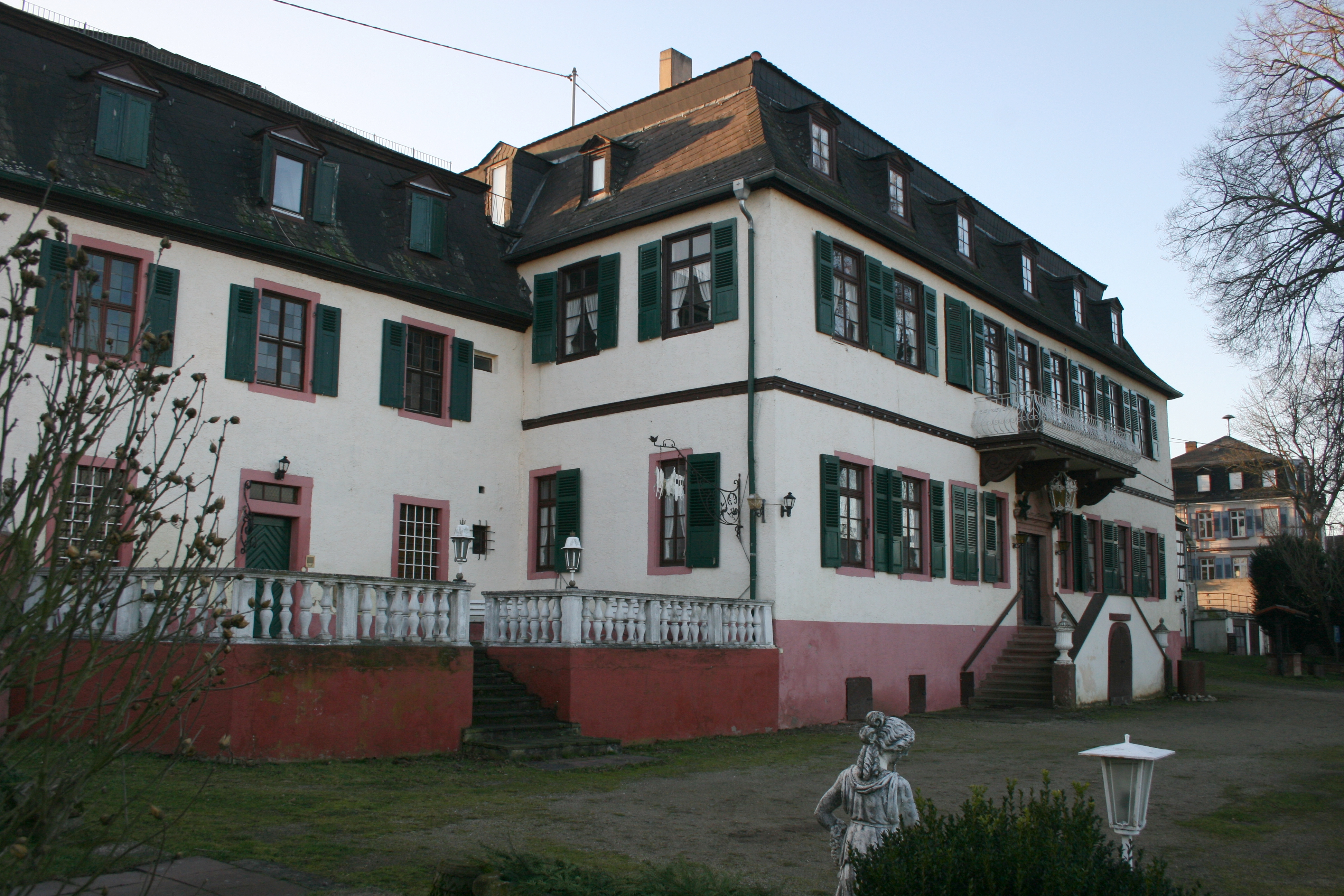
Schloss Günderrode

Mit dem Erbe der Herrschaft Höchst an der Nidder wurde er Mitglied der Mittelrheinischen Reichsritterschaft.

## Schriften
- In dem Don Quixotischen Geschmack.
- Holm, genannt Salomo.
- Des ehrbaren Ritters Holm Liebes- und Heldengeschichte.